# El Limón (Tamaulipas)
El Limón es una localidad semiurbana perteneciente al municipio de El Mante ubicada en el centro sur del estado mexicano de Tamaulipas. Según los datos registrados por el INEGI al 2010, el Limón tiene un total de 2 800 habitantes.

## Comunicaciones y transportes

### Carreteras principales
- Carretera federal N.º 85 México-Nuevo Laredo, que atraviesa el municipio con dirección norte-sur, pasando por Ciudad Mante y El Limón.

### Ferrocarril
Antiguamente el municipio contaba con infraestructura ferroviaria, la cual se conecta con la vía Monterrey-Tampico. Este sistema comunicaba hasta Ciudad Valles, San Luis Potosí. Sin embargo con el paso del tiempo y la renovación de calles y caminos de tierra, los tramos de vía fueron siendo removidos a excepción del pequeño tramo frente a la iglesia del pueblo.

## Clima
El clima predominante de la región es cálido subhúmedo, lo que la hace fértil para la siembra, siendo la caña el cultivo principal. 

### Acontecimientos meteorológicos extraordinarios
- En 2013 el Huracán Ingrid azotó la región dejando caminos incomunicados debido a las fuertes inundaciones.[6]

## Zonas turísticas
- Las playitas de El Limón son una de las principales atracciones turísticas de este poblado, por donde anteriormente pasaba la carretera interestatal que llega a Xicoténcatl, Tamaulipas.
- El puente del ferrocarril, por donde pasaba el ferrocarril sobre el Río Guayalejo, actualmente es un puente para paso peatonal.

## Galería
|                           |
| Puente del Río Guayalejo. |

|                          |
| Callejón entre el monte. |

|                 |
| Canal de riego. |

|                                   |
| Iglesia Sagrado Corazón de Jesús. |

|                                       |
| Calle Melchor Ocampo de la localidad. |

|                         |
| Antiguas vías del tren. |